# Пожар, Кристинел
Кристине́л По́жар (рум. Cristinel Pojar; 19 августа 1967, коммуна Жуку, жудец Клуж, Румыния) — румынский футболист, защитник; футбольный тренер.

## Карьера

### Клубная
Всю карьеру игрока провёл в составе «Университати» из Клуж-Напоки, сыграв за клуб более 300 матчей, из которых более 200 в высшей лиге Румынии. На поле занимал позицию левого защитника, дважды становился лучшим игроком Румынии в своём амплуа. Неоднократно привлекался в различные варианты национальной сборной.
За верность клубу, пользуется уважением среди фанатов «Университати». 11 октября 2011 года, уже давно завершив карьеру игрока, Кристинел в последний раз вышел на поле под аплодисменты и дружное скандирование трибун в майке клужской команды на 44-й минуте товарищеского матча с «Кубанью» в честь открытия нового стадиона «Клуж-Арена». По ходу встречи фанатский сектор румынской команды не раз скандировал имя Пожара, кроме того, ему лично был адресован баннер.

### Тренерская
В 2000 году занялся тренерской деятельностью в родной «Университате», после работал в «Тимишоаре» и в 2003 году в «Унире» из Алба-Юлии. Затем стал работать с Даном Петреску, сначала в «Спортуле», после в краковской «Висле» и затем в «Унире» из Урзичени. С 2010 по 2012год работал в «Кубани».

## Личная жизнь
Кроме румынского, Кристинел владеет также английским, итальянским и польским языками.